# LOVE&SMILE
LOVE&SMILE（らぶあんどすまいる）は、AIR-G'（エフエム北海道）で、日本標準時月曜日 - 木曜日の午前11時30分から午後1時45分まで（2006年3月までは金曜日も1時35分まで。一時期全曜日午後1時35分までに短縮放送された時期がある）生放送されている、洋楽とリスナーからのテーマに沿ったメッセージ、日替わりのショートコーナーで構成されているお昼の名物ラジオ番組。2003年10月1日開始。2008年3月終了。通称「ラブスマ」。
パーソナリティは、以前はFM福岡で活躍していた松尾亜希子。午後1時台の「Fun Fun factory」のコーナーでは、屋木志都子がサッポロファクトリーからレポーターとして出演している。
なお、2004年9月以前は日替わりで、月曜・水曜・金曜担当を野口聖子が、火曜・木曜を松尾が担当していた。

## タイムテーブル
放送時刻は日本標準時。
- 11:50 - ワールドトピックス
世界中の話題をピックアップして紹介。
- 11:55 - 道新ヘッドラインニュース
- 12:05 - SMILE AVENUE（スマイル・アベニュー）
日替わりショートコーナー。
  - おしえてレンジャー（月曜。リスナーからの情報）
  - フードレンジャー（火曜。食に関する情報）
  - トラベルレンジャー（水曜。旅に関する情報）
  - ビューティーレンジャー（木曜。美容関連情報。松尾が日替わり時代に担当していた）
  - 金曜日はロバの耳（噂を検証）
- 12:20 - CLOSE YOUR EYES（クローズ・ユア・アイズ）
目を閉じてじっと聴きたい、リラックスできる楽曲を選曲する。2004年4月以前は「DHC MUSIC FOCUS」というコーナーだった。
- 12:33 - AIR-G'ラジオショッピング ラディ・メルカート
- 13:25 - Fun Fun factory